# Нур-Адад
Нур-Адад (Nu-ur-DIM; букв. «Свет Адада») — царь Ларсы, царь Шумера и Аккада, правил приблизительно в 1866 — 1850 годах до н. э. 
Имя его отца не известно. Однако следует отметить, что какое-то отношение к дому первых царей Ларсы он всё же имел, так как один из его годов правления назван по посвящению статуи Абисарихи, правившего Ларсой за поколение до Нур-Адада.

## Царствование
Нур-Адад и четыре царя вслед за ним в списке царей Ларсы, по всей видимости, представляют собой новую династию. Цари династии Нур-Адада обладают несколькими значительными отличиями от предыдущих царей Ларсы. Это наиболее заметно по их царским титулам и эпитетам. Если Забайя и Абисарихи называли себя вождями амореев в своих надписях, то ссылки на аморрейское происхождение полностью отсутствуют в эпитетах Нур-Адада и его преемников, вплоть до правления Варад-Сина, чьи надписи относящиеся к его отцу Кудурмабугу называют последнего «отцом амореев». Возможно, что Нур-Адад и следующие четыре царя Ларсы не были амореями или не желали, чтобы их считали амореями. Их имена явно аккадские, а не аморейские.  Нур-Адад делал особые притязания на Ларсу, как на свой родной город. Кроме того, есть несколько признаков того, что Нур-Адад и его преемники сознательно копировали традиции старых шумерских правителей Лагаша-Гирсу и, возможно, считали себя наследниками тех традиций.
Ещё одним отклонением от предыдущих царствований в Ларсе можно назвать следующее — Суму-Эль использовал титул «царь Ура» и, похоже, избегал титула «царь Ларсы», Абисарихи использовал оба титула. В отличие от них Нур-Адад и его преемники использовали эпитет «царь Ларсы», но никогда не называли себя царями Ура. Вместо этого они использовали культовые эпитеты — «поставщик из Ура» или «истинный земледелец из Ура». Однако это не следует рассматривать как упадок силы царства Ларсы и потерю контроля над Уром, а, видимо, в этом проявилось желание дистанцироваться от Суму-Эля и его стремления идентифицировать себя и своё царство с III династией Ура и их империей. В противовес этому Нур-Адад сделал город Ларсу истинным центром и столицей своего царства. 
Существует достаточно доказательств того, что Нур-Адад имел под контролем ту же территорию, что и Суму-Эль. Из царских надписей Нур-Адада известно, что он оказывал не менее активную поддержку Уру, чем его предшественники. Одна из его надписей утверждает, что он «назначил Уру содержание, удалил зло и жалобы из него, его разбросанных людей собрал и дал Нанне в его границах». По его надписям, Нур-Адад также осуществил строительные проекты в Уре. Три из его царских надписей, найденных на большом количестве глиняных конусов выкопанных в Уре, свидетельствуют о сооружении здания Ганунмах в Уре, строительстве большой печи для бога Нанна в Уре, и восстановлении опочивальни Нингаль в Уре. Хотя важность его строительной деятельности в Уре не вызывает сомнения, однако она ни как не отражена в названиях годов его царствования. 
Жрецы Ниппура в честь Нур-Адада составили литургический гимн — честь, которой до тех пор удостаивались только цари Ура и Исина.
При Нур-Ададе произошёл разрушительный вражеский набег (чей неизвестно), и случился катастрофический разлив Евфрата и Тигра, приведший к изменению русел рек и каналов, и гибели плотин. В создавшемся трудном положении, когда разоренное население разбежалось с насиженных мест, Ларсе не удалось сохранить прежние сравнительно обширные границы. Однако в целом государственные власти при Нур-Ададе справились с бедствием, причиненном наводнением, хотя полностью его последствия были ликвидированы лишь при его сыне Син-иддинаме; во всяком случае, деловая жизнь в Уре и Ларсе продолжалась. В надписи этого царя говорится: «Когда [Нур-Адад] привёл Ур к процветанию, уничтожив зло и жалобы в адрес Шамаша (бог правосудия), когда он сделал крепким основание трона Ларсы и переселил [её] рассредоточенных жителей». Среди важнейших его деяний список датировочных формул Нур-Адада упоминает захват Машкан-шапира, города впоследствии игравшего очень важную роль в царстве Ларса, его «северные ворота» и даже получившего звание второй столицы этого царства.
В Ларсе был впервые построен кирпичный царский дворец, до этого цари Ларсы видимо пользовались обветшавшим зданием, сооруженным ещё при царе III династии Ура Ур-Намму. В Уре было воздвигнуто несколько зданий и новых хозяйственных помещений при храмах. Нур-Адад пытался также восстановить храм в заброшенном вследствие заиливания каналов городе Эреду у Персидского залива. Возможно, уже при Нур-Ададе в соседнем Уруке создал отдельное царство некто Син-кашид — глава пастушеского западносемитсткого племени амнанум.
Согласно списку царей Ларсы правил Нур-Адад 16 лет.

## Список датировочных формул Нур-Адада
|                            | |
| 1 год 1866 / 1865 до н. э. | Год, когда Нур-Адад [стал] царём mu nu-ur-diszkur lugal |
| a                          | Год после года, когда Нур-Адад [стал] царём mu us2-sa nu-ur-diszkur lugal |
| b                          | Год, когда трон украшенный золотом был доставлен в храм Шамаша mu giszgu-za zag-be2-us2 ku3-sig17 szu-du7 e2-dutu-ra i-ni-in-ku4-re |
| c                          | Год, когда эн-жрица Шамаша была поставлена Нур-Ададом mu nu-ur-diszkur en-dutu ba-hun-ga2 |
| d*                         | Год после года, когда эн-жрица Шамаша была поставлена Нур-Ададом AOAT 25, p. 43 mu us2-sa nu-ur-diszkur en-dutu ba-hun-ga2 |
| da                         | Год, когда [Нур-Адад] сделал большую золотую эмблему как подношение / подарок Нанне, своему царю mu szu-nir gal ku3-sig17 nesag-ga2 dnanna lugal-a-ni-ir mu-na-dim2                                                                                  |
| db                         | Год, когда [Нур-Адад] принёс большую эмблему, как подношение / подарок в храм Нанна Birot Fest 35 L. 18, 47, 48, 57 mu szu-nir gal nesag-ga2 e2-dnanna in-ni-ku4-ra                                                                                  |
| e                          | Год, когда [Нур-Адад] прорыл заново Евфрат, который заполнился песком mu id2-buranun-na sahar dib-ba gibil-bi-sze3 hu-mu-um-ba-al |
| f                          | Год, когда постамент под престол с золотым оружием и два медных льва были сделаны для Инанны и [Нур-Адад] преподнёс их храму Инанны mu giszgu-za bara2 zag-be2-us2 ku3-sig17 u3 uruduur-mah 2-a-bi dinanna-ra ba-dim2 e2-dinanna-sze3 i-ni-in-ku4-re |
| g*                         | Год после года, когда [Нур-Адад] преподнёс храму Инанны [постамент под престол] с оружием и двух львов YOS 14 98 , 7th month mu us2-sa zag-be2-us2 ur-mah min-a-bi / 2-a-bi e2-dinanna-ra i-ni-in-ku4-ra                                             |
| g                          | Год, когда Машкан-шапир был захвачен Larsa et Oueili, 232 5 mu masz-gan2-szabra ba-an-dab5 |
| h                          | Год, когда храм Энки в городе Эриду был построен mu e2-den-ki eriduki ba-du3 |
| i*                         | Год после года, когда храм Энки [в Эриду был построен] Birot Fest ,35 L. 10 mu us2-sa e2-den-ki |
| i                          | Год, когда великая стена города Ларсы была построена Birot Fest., 35-37 L. 35, 38, 39, 40, 42; Beckman, NABU 1988, NBC 9267 mu bad3 gal larsaki ba-du3                                                                                               |
| j                          | Год, когда [Нур-Адад] принёс статую Абисарихи в храм своего бога mu alan a-bi2-sa-re-e e2-dingir-re-ne-ne i-ni-in-ku4 |
| k                          | Год после года, когда [Нур-Адад] принёс статую Абисарихи в храм своего бога mu us2-sa alan a-bi2-sa-re-e e2-dingir-re-ne-ne i-ni-in-ku4 |
| l                          | Год, когда четыре медные статуи были сделаны для храма Шамаша mu urudualan 4-bi e2-dutu-sze3 ba-dim2 |
| m                          | Год после года, когда четыре медные статуи были сделаны для храма Шамаша mu us2-sa urudualan 4-bi e2-dutu-sze3 ba-dim2 |